# ULK3
ULK3 (англ. Unc-51 like kinase 3) – білок, який кодується однойменним геном, розташованим у людей на 15-й хромосомі. Довжина поліпептидного ланцюга білка становить 472 амінокислот, а молекулярна маса — 53 444.
| 10         |  | 20         |  | 30         |  | 40         |  | 50         |
| ---------- |  | ---------- |  | ---------- |  | ---------- |  | ---------- |
| MAGPGWGPPR |  | LDGFILTERL |  | GSGTYATVYK |  | AYAKKDTREV |  | VAIKCVAKKS |
| LNKASVENLL |  | TEIEILKGIR |  | HPHIVQLKDF |  | QWDSDNIYLI |  | MEFCAGGDLS |
| RFIHTRRILP |  | EKVARVFMQQ |  | LASALQFLHE |  | RNISHLDLKP |  | QNILLSSLEK |
| PHLKLADFGF |  | AQHMSPWDEK |  | HVLRGSPLYM |  | APEMVCQRQY |  | DARVDLWSMG |
| VILYEALFGQ |  | PPFASRSFSE |  | LEEKIRSNRV |  | IELPLRPLLS |  | RDCRDLLQRL |
| LERDPSRRIS |  | FQDFFAHPWV |  | DLEHMPSGES |  | LGRATALVVQ |  | AVKKDQEGDS |
| AAALSLYCKA |  | LDFFVPALHY |  | EVDAQRKEAI |  | KAKVGQYVSR |  | AEELKAIVSS |
| SNQALLRQGT |  | SARDLLREMA |  | RDKPRLLAAL |  | EVASAAMAKE |  | EAAGGEQDAL |
| DLYQHSLGEL |  | LLLLAAEPPG |  | RRRELLHTEV |  | QNLMARAEYL |  | KEQVKMRESR |
| WEADTLDKEG |  | LSESVRSSCT |  | LQ         |  |            |  |            |

A: Аланін

C: Цистеїн

D: Аспарагінова кислота

E: Глутамінова кислота

F: Фенілаланін

G: Гліцин

H: Гістидин

I: Ізолейцин

K: Лізин

L: Лейцин

M: Метіонін

N: Аспарагін

P: Пролін

Q: Глутамін

R: Аргінін

S: Серин

T: Треонін

V: Валін

W: Триптофан

Кодований геном білок за функціями належить до трансфераз, кіназ, серин/треонінових протеїнкіназ, фосфопротеїнів. 
Задіяний у таких біологічних процесах, як автофагія, альтернативний сплайсинг. 
Білок має сайт для зв'язування з АТФ, нуклеотидами. 
Локалізований у цитоплазмі.